# Горгоны

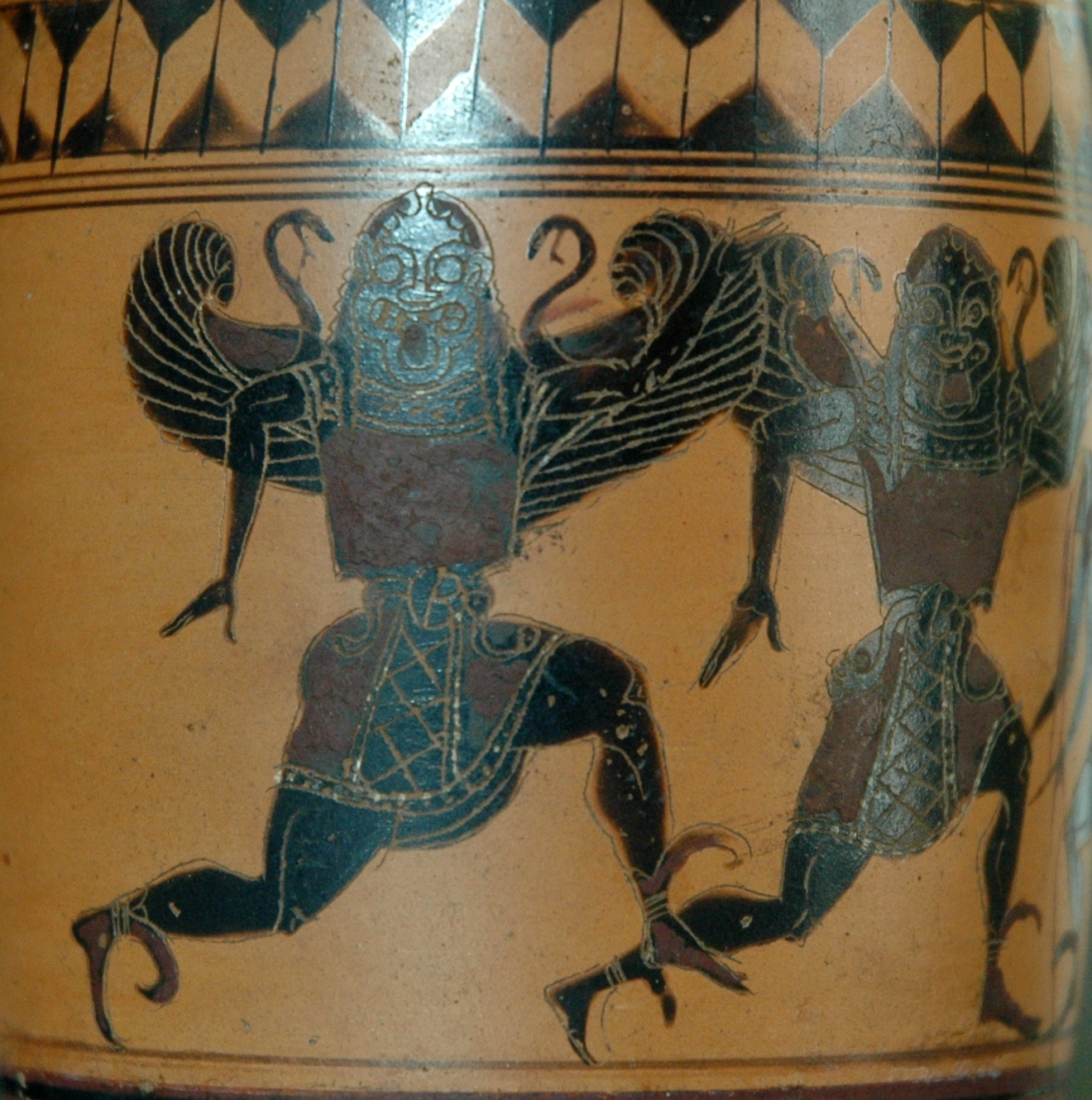

Горго́ны (др.-греч. Γοργώ, Γοργών, вероятно от γοργός — грозный, ужасный) — персонажи древнегреческой мифологии.
Змееволосые чудовища, дочери морского божества Форкия (Форкиса) и его сестры Кето:
- Эвриа́ла (др.-греч. Εὐρυάλη — «далеко прыгающая»),
- Сфе́но (или Сфе́йно, Сте́но, Сте́йно — др.-греч. Σθεινώ, «могучая»)[4],
- Меду́за (др.-греч. Μέδουσα — «повелительница», «стражница»)[4] — самая известная из них и единственная смертная из трёх чудовищных сестёр.

В переносном смысле «горгона» — ворчливая, злобная женщина.

## Происхождение
Как гласит поздняя версия мифа, оформленная Овидием в «Метаморфозах», разгневанная Афина превратила Медузу и её сестёр в чудовищ после того, как Посейдон овладел Медузой в храме богини. По другой версии, Эвриала и Сфено решили стать чудовищами сами из сострадания к судьбе сестры. Медуза была смертной (убита Персеем), Эвриала и Сфено — бессмертны. Сёстры дракона Ладона, охранявшего сад с яблоками Гесперид, Фоосы (матери Полифема) и грай. Согласно Еврипиду, они охраняли Пуп Земли. На ларце Кипсела было изображено, как они преследуют на крыльях Персея.
По ещё одной версии, горгоны были детьми Тифона и Ехидны.

### Описание

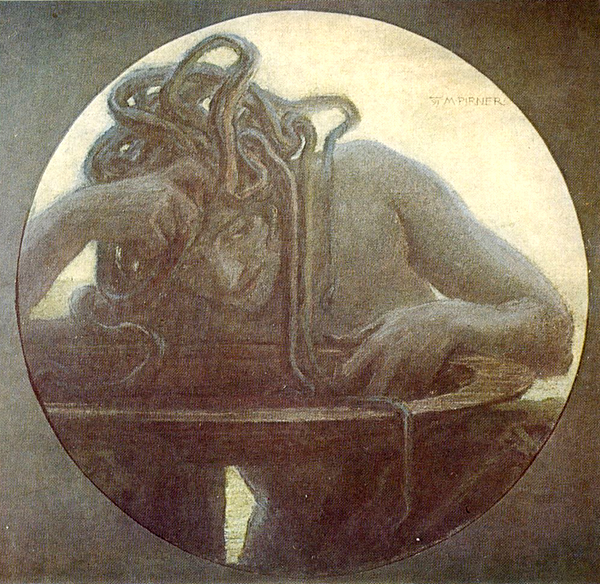
М. Пирнер. Медуза (1891)

Всё тело их покрывала блестящая и крепкая, как сталь, чешуя. Ни один меч не мог разрубить эту чешую, только изогнутый меч Гермеса. Громадные медные руки с острыми стальными когтями были у горгон. На головах у них вместо волос двигались, шипя, ядовитые змеи. Лица горгон, с их острыми, как кинжалы, клыками, с губами, красными, как кровь, и с горящими яростью глазами были исполнены такой злобы, были так ужасны, что в камень обращался всякий от одного взгляда на горгон. На крыльях с золотыми сверкающими перьями горгоны быстро носились по воздуху. Горе человеку, которого они встречали! Горгоны разрывали его на части своими медными руками и пили его горячую кровь (Н. А. Кун).
Горгоны жили на крайнем Западе у берегов реки Океан.
Хотя у всех трёх Горгон вместо волос были змеи, только Медуза обладала чудесным даром завораживать людей взглядом (по Овидию — и в прямом, и в переносном смысле этого выражения) и только она одна была смертна. Прямой взгляд Медузы (и даже её отрубленной головы) обращал всё живое в камень.

### Гипотезы учёных
Вероятно, что Медуза и её сёстры-горгоны (Сфено и Эвриала), с их глазами, от которых всё каменеет, даже вода застывает льдом, которые летают на крыльях быстрее ветра, — это духи бури и холодной зимы, которая периодически посещала север Древней Греции (Борей). На их запредельную, подземную, иномирную природу указывает и то, что их породили Форкис (олицетворение бурного моря у древних людей) и Кето, праматерь морских чудовищ, которой, между прочим, приписывается порождение акул и змеедевы Ехидны (жены Тифона, главного врага олимпийцев). Соответственно, горгоны при таких родителях — хтонические чудовища, враждебные олицетворения стихий воды и воздуха.
По другой версии (Голосовкера), горгоны, грайи и другие чудовища греческих мифов являются остатками доолимпийского пантеона, которые (под воздействием «олимпийцев») в сознании древних греков постепенно превратились в чудовищ.
Они воплощают для обитателей восточных пространств, примыкающих к Средиземному морю, опасность, исходящую от далёкого неизвестного Запада.

## В современной культуре

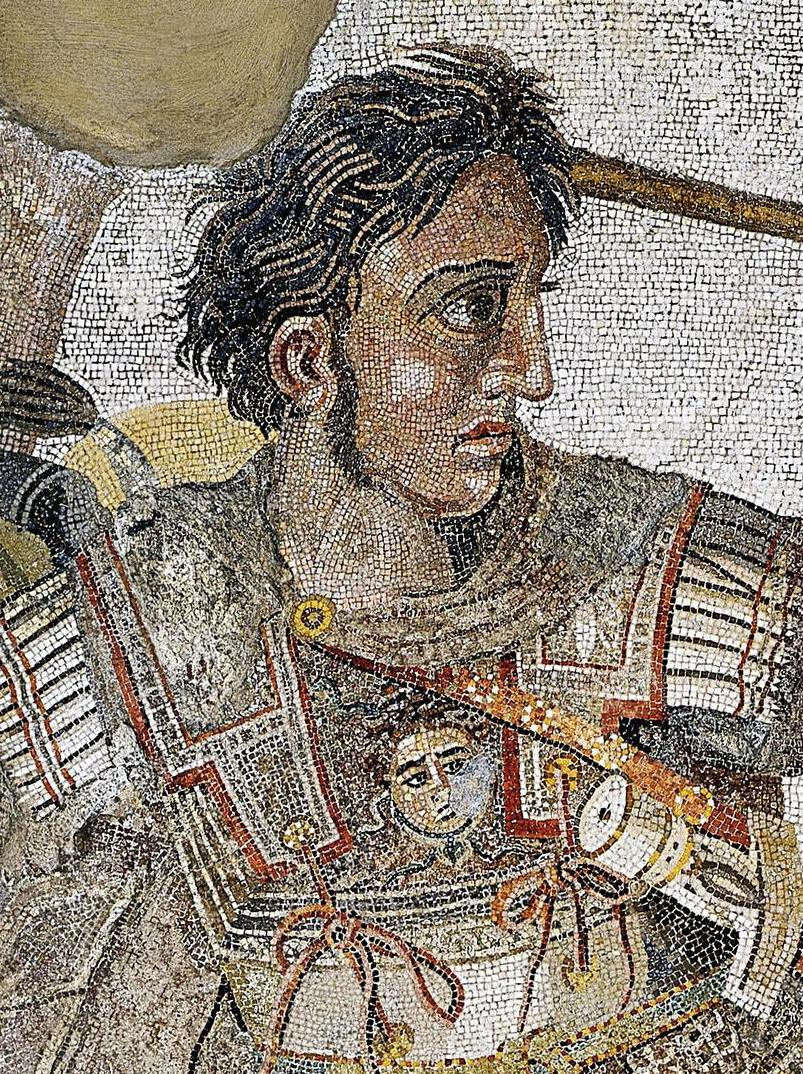
Мозаика I в. до н. э., изображающая Александра Македонского с головой Горгоны на нагрудной пластине доспехов

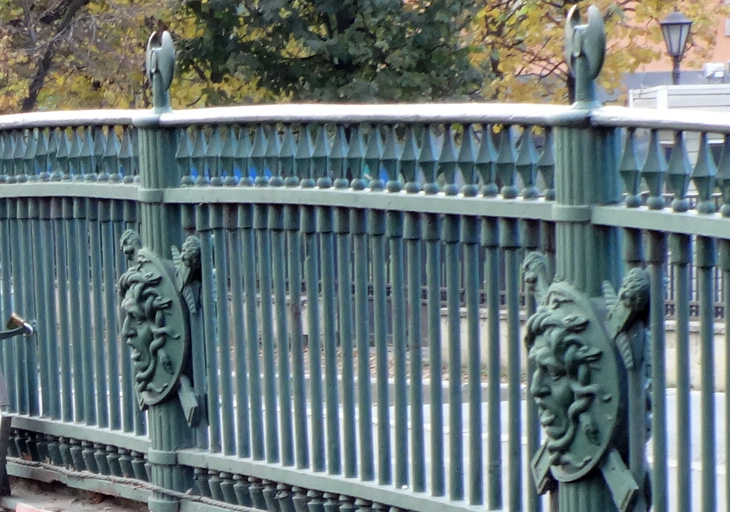
Горгонейоны на решётке Первого Инженерного моста в Санкт-Петербурге

Со времён античности горгонейоном — маской-талисманом от сглаза с изображением головы горгоны Медузы — украшали здания и различные предметы (в том числе монеты и оружие) в качестве оберега от зла. В древнерусской культуре горгона была одним из двух распространённых сюжетов на амулетах-змеевиках вплоть до XV—XVI веков. В Новое время горгонейоны продолжают оставаться частым элементом декора зданий и сооружений; так, головы горгон украшают решётки Первого Инженерного моста и Летнего сада в Санкт-Петербурге.
Горгоны нередко появлялись в кинематографе, видеоиграх и художественных произведениях, например, в цикле «Перси Джексон и Олимпийцы» Рика Риордана. Эвриала Горгона находится в центре романа Жана Рея «Мальпертюи», встречается в книге Ланы Лэнц «Невероятное наследство», является главной героиней рассказа Е. И. Филенко «Дочь морского бога», а также выступает главной антагонисткой цикла книг Евгения Фронконтовича Гаглоева «Арканум».
Медуза Горгона появляется в советском мультфильме «Персей» 1973 года. В фильме «Битва титанов» (2010) роль Горгоны Медузы исполнила Наталья Водянова, а в фильме «Перси Джексон и похититель молний» — Ума Турман.
В фильме «Дом странных детей мисс Перегрин» присутствуют два брата со способностями горгон, ходящие из-за этого в масках.
В сериале «Уэнздей» Джорджи Фармер — горгона, ученик Академии «Невермор».
В игре «Castlevania: Lords of Shadow II» сёстры Горгоны являются второстепенными персонажами, которые помогают герою вернуть одну из ключевых способностей, но при этом под воздействием тёмных сил превращаются в единого трехглавого босса.
В игре «God of War II» одним из боссов является Эвриала Горгона, а все три сестры Горгоны являются персонажами игры для смартфонов «Fate/Grand Order».
Также Горгоны являются боссами в игре «Titan Quest».
Название «Горгона» (англ. Gorgon) носит мановар главного антагониста игры «Корсары: Проклятье дальних морей» Десмонда Рэя Белтропа.
Горгоны являются существами игры «Heroes of Might and Magic III» (выглядят как чешуйчатые быки с ядовитым дыханием, образ взят с монстра катоблепаса), а их улучшенная версия — могучие горгоны — способна убивать врагов своим взглядом, помимо нанесения им урона в бою.

## В науке

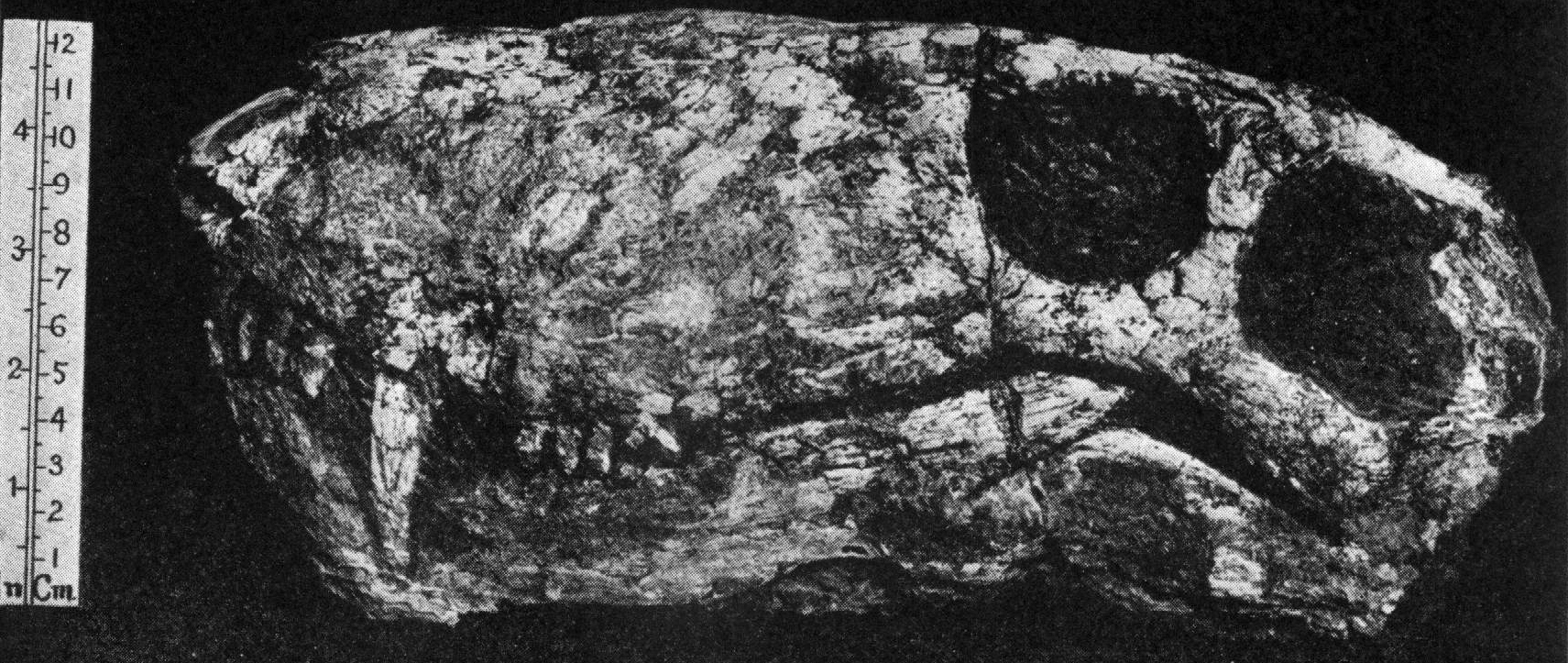
Окаменевший череп горгонопса, название которого означает «лицо Горгоны»

Отсылки на мифологических горгон были использованы в названиях некоторых животных и космических объектов. Например, род морских животных горгоноцефалы (буквально «горгоноголовые»), названный в 1815 году. Род входит в класс офиур типа иглокожих.
В 1895 году горгоны отразились в названии горгонопсов — саблезубых хищников пермского периода, родственных животным, от которых позднее произошли млекопитающие. Помимо общей группы к горгонам отсылают названия типового рода горгонопс и род диногоргон, чьё название переводится как «ужасная горгона».
В 1909 году в честь горгон назвали астероид (681) Горгона.
Рогатый динозавр из позднемеловых отложений Северной Америки в 2010 году получил название медузацератопс в честь горгоны Медузы.